# Inegalitatea lui Young
Inegalitatea lui Young (numită astfel în cinstea matematicianului William Henry Young ) afirmă că dacă a, b sunt numere reale pozitive, iar {\displaystyle p,q>1} astfel încât 1/p + 1/q = 1, atunci
{\displaystyle ab\leq {\frac {a^{p}}{p}}+{\frac {b^{q}}{q}}.}

Egalitatea are loc atunci când {\displaystyle a^{p}=b^{q}}, deoarece {\displaystyle ab=a(b^{q})^{1 \over q}=aa^{p \over q}=a^{p}={a^{p} \over p}+{b^{q} \over q}}.
Inegalitatea lui Young este un caz particular al inegalității dintre media aritmetică și media geometrică și își găsește aplicabilitate în demonstrarea inegalității Hölder.